# 松平露
松平 露（まつだいら つゆ、文化14年（1817年） - 文政5年（1822年）11月27日）は、江戸時代後期の少女。因幡国鳥取藩の支藩・若桜藩の第5代藩主・池田定常（松平冠山）の十六女。通称露姫（つゆひめ）。

## 生涯
池田定常は享和2年（1802年）に隠居し、長男の定興、次いで六男の定保（いずれも露の兄）が幼くして若桜藩主を継いでいた。露は隠居して久しい定常が50歳（満年齢）となる文化14年（1817年）に、その十六女・末娘として江戸に生まれる。母は側室お妙の方。
文政5年（1822年）、天然痘にかかり、5歳（数え年で6歳）で亡くなった。法名は浄観院殿玉露如泡大童女。

## 遺書
死後、机の引き出しから遺書が見つかった。これを見た定常はさらに深く悲しみ、4通の遺書を木版刷りにして全国に配布した。また、家臣に命じて、露姫の伝記である『玉露童女行状』を編纂させた。
遺書を見た全国の人々から追悼文が次々と届いたため、定常はこれらをまとめて『玉露童女追悼集』（全30巻）を編纂し、浅草寺に奉納した。
酒豪として知られた定常は、遺書で酒を諫められて以後、酒を一切飲まなかった。

### 父への遺書
```
おいとたからこしゆあるなつゆがおねかい申ますめてたくかしこ（老い年だから御酒あるな　露がお願い申します　めでたくかしこ）
おとうさま
まつたいらつゆ
上あけるつゆ
```

（遺書は折りたたまれて机の中に入っており、「上を開けるように」と書かれている）

### 母（お妙の方）への遺書
```
まてしはしなきよのなかのいとまこいむとせのゆめのなこりおしさに（待てしばし　亡き世の中の　暇乞い　六歳の夢の　名残惜しさに）
おたへさま
つゆ
```

### 侍女（たつ、とき）への遺書
```
ゑんありてたつときわれにつかわれしいくとしへてもわすれたもふな（縁ありて　たつ・とき（立つ時）我に　使われし　幾歳経ても　忘れ給うな）
たつ　とき　さま
六つ　つゆ
```

### 遺書
```
十いちかつこきうそくてかく（11月御休息で書く）
おのかみのすへおしらにもふこてう（己が身の　末を知ら（ず）に　舞う胡蝶）
つゆほとのはなのさかりやちこさくら（露ほどの　花の盛りや　稚児桜）
あめつちのおんはわすれしちちとはは（天地の　恩は忘れじ　父と母）
六つ　つゆ
```

（文政2年11月に「御休息の間」で書かれたものと推測され、歌と一緒に花や蝶の絵が描かれている）